# 赞詹
赞詹位于伊朗西北部，是赞詹省的省会，2006年人口约34万。
赞詹以當地出產的無籽葡萄聞名。當地也有許多的手工藝品，如刀、一種稱為 charoogh 的傳統涼鞋、另一種稱為 malileh，由銀線製成的藝術品。
36°40′N 48°29′E / 36.67°N 48.48°E